# Kawasaki Masaru
Kawasaki Masaru (japanisch 川崎 優; * 19. April 1924 in Hiroshima, Japan; † 29. November 2018 in Tokio, Japan) war ein japanischer Komponist und Dirigent.

## Leben
Er absolvierte seine Studien an der Tokyo Academy of Music, an der er 1949 diplomierte. 1965 und 1966 bot sich ihm die Möglichkeit, an der Juilliard School of Music, in New York seine Kompositionsstudien bei Vincent Persichetti und Václav Nelhýbel zu ergänzen.
Er war Professor für Komposition, Musiktheorie und Flöte an der Tokoha Gakuen University, Dozent für Flöte und Holzbläser-Ensemble an der Tokyo University of Fine Arts und war Direktor der Tokyo Symphonic Band. Ferner gehörte er dem Präsidium der Vereinigung Japanischer Blasmusikdirigenten an. Zuletzt konzentrierte er sich aufs Komponieren, wenngleich er sich als Dirigent und Music-Director der Flöten-Chöre "Musica Fiore" und "Musica Rosa" verpflichtet fühlte.
Ferner war er 1979 musikalischer Direktor der ersten "International Youth Musicale" in Shizuoka, Japan und hat sich dieser Aufgabe weiter verpflichtet bis zum 6. Festival im Jahr 1994. Zur Aufführung seiner eigenen Werke auf den Internationalen Festlichen Musiktagen in Uster, Schweiz wurde er 1971, 1974, 1977 und 1981 jeweils als Dirigent eingeladen. Als Jurymitglied vieler internationaler Musikwettbewerbe war er sehr begehrt und wertvoll.
Er schrieb Opern, Solo- und Ensemblewerke sowie diverse herausragende und richtungweisende Werke für Blasorchester. Er verfasste ein Buch über die sorgfältige Einrichtung von Arrangements für Blasorchester. In den japanischen Fachzeitschriften für Blasorchester schrieb er weiterhin Beiträge.
Er starb 94-jährig am 29. November 2018.

## Werke

### Werke für Orchester
- 1955 Suite for Orchestra
- 1956 Suite Warabe-Uta für Chor und Orchester
- 1957 Symphony on the thematic material inspired by Japanese folk songs
- 1997 Prayer music No.1 "Dirge"

### Werke für Blasorchester
- 1963 March lay of Hope
- 1966 March Forward for Peace
- 1966 Warabe-Uta for Symphonic Band
- 1969 March Expo' 70 (March Progress and Harmony)
- 1969 The Sketch of Pastoral Scenery
- 1973 Fantasy for Symphonic Band für das Musik-Festival in Uster, Schweiz
- 1973 Suite for Symphonic Band
  1. Prologue
  2. Pastorale
  3. Intermezzo
  4. Perpetual mobile
  5. Epilogue
- 1974 Three little Fantasy on the thematic material inspired by Japanese children's song
  1. Rabbit
  2. Evening grow
  3. Wild goose
- 1975 Dirge: Prayer Music for Band Nr. 1
- 1976 Poem for Symphonic Band
- 1976 Poetic Tune
- 1977 Elegy: Prayer Music for Band Nr. 2
- 1978 Fireworks Music on Festival
- 1979 Romantic Episode für das Musik-Festival in Uster, Schweiz
- 1982 Romance for Trumpet and Symphonic Band
- 1983 Jugendparade
- 1986 Song of Hiroshima: Prayer music No.3 for Symphonic Band
- 1989 Der Alte im Märchenland
- Fantasy in Folk Song Style

### Bühnenwerke
- 1957 The Fountain of Hawk Oper die Geschichte eines jungen Menschen von Noh für Sopran, Tenor, Bariton, Chor und Klavier

### Kammermusik
- 1972 Two Movements for flute